# Близькосхідний квартет
Близькосідний квартет — об'єднання Євросоюзу, Росії, США й ООН для консолідації зусиль з мирного врегулювання Арабо-ізраїльського конфлікту. Група була створена у 2002 році в Мадриді, прем'єр-міністром Іспанії Хосе Марія Аснаром, через ескалацію конфлікту на Близькому Сході. Тоні Блер є нинішнім спеціальним уповноваженим від «Квартету».

## Склад Квартету
- Європейський союз представляє Верховний комісар ЄС із зовнішньої політики та безпеки Кетрін Ештон
- Росію представляє міністр закордонних справ Сергій Лавров
- США представляє державний секретар Гілларі Клінтон
- ООН представляє Генеральний секретар Пан Гі Мун